# 保罗·卡迪斯
保罗·麦克莱恩·卡迪斯（英語：Paul McLean Caddis，1988年4月19日—），蘇格蘭足球運動員，司職右邊衛。

## 球會生涯

### 凯尔特人
保罗·卡迪斯首場職業比賽是在2008年1月27日作客以1-0戰勝法尔科克。六天後蘇格蘭足總盃對基马诺克賽事，首次以先發身份上場，交出助攻助球隊大勝5-1。首次主場上場是在2月20日欧洲冠军联赛對巴塞罗那。

### 邓迪联
2009年2月2日，卡迪斯被外借至邓迪联整個球季。2月14日對因弗内斯賽事中首次上場，以右翼鋒身份踢滿90分鐘，1-1完場。最後一次在邓迪联上場是5月24日以3-0不敵流浪者。在邓迪联期間共上場11次。

### 斯温登
2010年8月，卡迪斯與隊友西蒙·费里一同加盟英甲的斯温登，卡迪斯說離開凯尔特人是為了尋求上場機會，簽約三年。領隊丹尼·威爾遜讚揚他能兼任多個位置，會安排他踢中場和邊後衛。他首次上場是英格蘭聯賽盃對莱顿东方，整個球季共上場42次，而球季亦保級失敗，降級至英乙。
保級失敗使不少球員季後離隊，但卡迪斯決定留守球隊。季初由新加盟奥利弗·里瑟是球隊隊長，但他的受傷使卡迪斯暫時成為隊長，其後里瑟傷癒復出，領隊保罗·迪卡尼奥決定繼續任用卡迪斯為隊長直至球季結束。卡迪斯參加了球季大部份的比賽，在三月至四月期間因腳踝受傷而缺席一段時間，包括英格蘭聯賽錦標決賽不敵切斯特菲尔德。斯温登最後以聯賽冠軍身份重返英甲，他和马特.里奇當選為PFA年度英乙最佳陣容。季後他同意續約至2014年。

### 伯明翰城
由於與領隊保罗·迪卡尼奥不和，使卡迪斯尋求離隊機會。2012年8月31日，卡迪斯以租借方式加盟英冠球會伯明翰城，對方的亞當·魯尼則外借至斯温登至季末。他首場比賽是主場對彼得伯勒联，並當選為全場最佳。外借至伯明翰期間各項賽事共上場28次。2013年4月，BBC報導指伯明翰欲以12.5萬鎊加12.5萬鎊分期付款買下卡迪斯，但斯温登欲以27.5萬鎊賣出。卡迪斯季後回到斯温登，而伯明翰簽下右邊衛尼尔·埃德利。8月，尼尔·埃德利受傷且賽季報銷，伯明翰以15萬鎊價錢簽下卡迪斯。11月30日作客對巴恩斯利賽事梅開二度，最終以3-0獲勝。

## 國家隊生涯
卡迪斯曾代表蘇格蘭U19和蘇格蘭U21上場。2013年3月，他被徵召至蘇格蘭成年隊以代替因傷退出的罗素·马丁，參加2014年世界盃足球賽資格賽作客對塞爾維亞，但只是沒有上場的替補。

## 榮譽
斯温登
- 英格蘭足球乙級聯賽：2011–12

個人
- PFA年度英乙最佳陣容: 2011–12

## 外部連結
- 足球数据库：保罗·卡迪斯的球员统计数据